# Bernardino Fungai

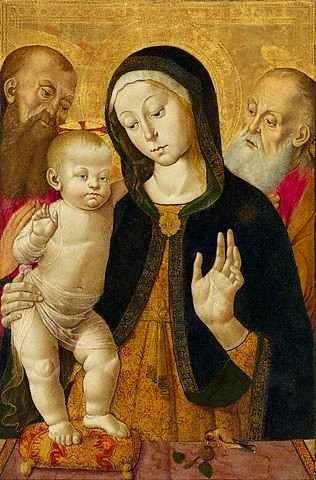
Madonna con bambino e due santi, Paul Getty Museum

Bernardino di Niccolò da Fonghaia (Siena, 14 settembre 1460 – Siena, 1516) è stato un pittore italiano.

## Vita e opere
Figlio di Niccolò e di Battista di Tonio La sua arte è da ascriversi al trapasso tra il gotico internazionale e il primo Rinascimento. Nel 1482 fu messo a bottega da Benvenuto di Giovanni. La sua opera si può ascrivere a quella del primitivismo senese vicino a Matteo di Giovanni, il Sassetta, Giovanni di Paolo, Giacomo Pacchiarotti e Pietro di Francesco Orioli. La sua opera più celebre sono gli affreschi per la cupola del Duomo di Siena dipinti attorno al 1490.
Nel 1484 è stata ipotizzata una sua visita e soggiorno a Roma, in occasione dell'ascesa al soglio pontificio di Innocenzo VIII dove si pensa abbia lavorato insieme al Perugino e Antoniazzo Romano, dai quali fu influenzato o forse fu lui stesso ad influenzare.
Tornato a Siena nel 1487 realizzò probabilmente qualche anno dopo la Madonna col Bambino per la chiesa di San Francesco a Pienza (oggi conservata nel Museo diocesano). In occasione dell'entrata del re di Francia Carlo VIII, nel 1494, fu chiamato insieme ad altri pittori a dipingere drappelloni per i festeggiamenti tributatigli dalla città.
Fra i suoi allievi conosciuti ci furono Giacomo Pacchiarotti e Girolamo del Pacchia

## Le opere

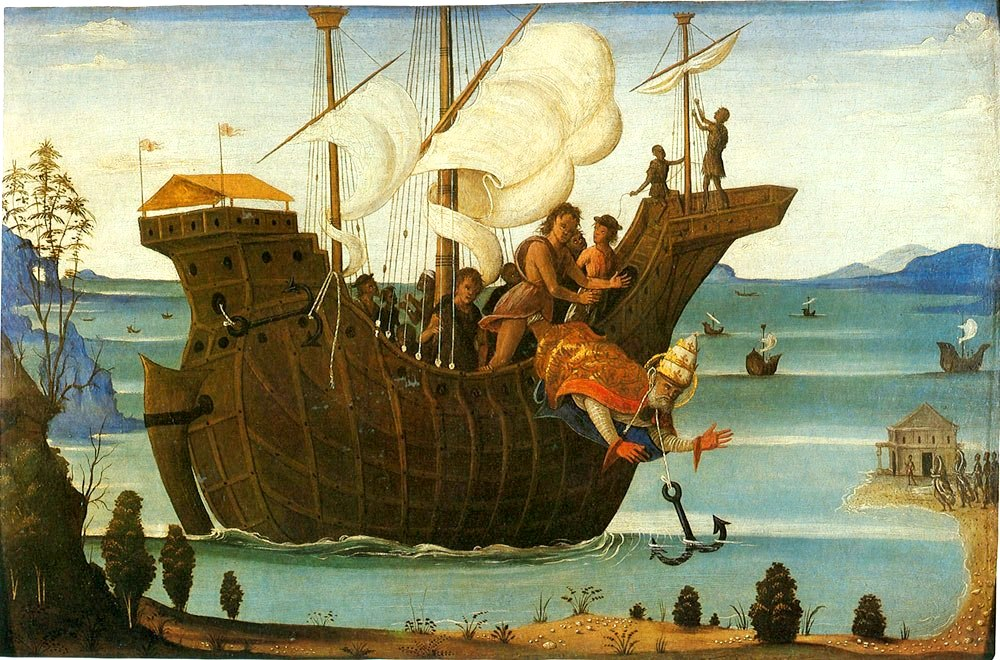
Martirio di San Clemente

La maggior parte delle sue opere si trovano a Siena, distribuite fra varie chiese e nella Pinacoteca Nazionale di Siena.
Nella casa-santuario di Santa Caterina da Siena, precisamente nell'Oratorio della Cucina, sono esposte la stimmate di Santa Caterina tra i santi Girolamo e Domenico e Santa Caterina in gloria tra santi, complesso dotato anche di una ricca predella con storie della vita della Santa (1495-1497)
Nella basilica di San Clemente in Santa Maria dei Servi: Incoronazione della Vergine e Santi (1501)
Per la basilica di San Domenico dipinse la predella della Natività di Gesù di Francesco di Giorgio Martini. Le cinque scene dipinte sono La Visione di Santa Caterina, il Martirio di San Sebastiano, la Strage degli Innocenti, la Predica di San Domenico e la Maddalena nel deserto
Nella chiesa e convento di Santa Margherita in Castelvecchio, fece l'affresco del refettorio con l'Ultima Cena.
Nella chiesa di Santa Maria in Portico a Fontegiusta: L'Incoronazione della Vergine e i santi Sigismondo, Giovanni Battista, Rocco e Girolamo, realizzati tra il 1508 e il 1512.
Per il convento di San Girolamo a Siena: l'Assunzione di Maria
Molte delle sue tele sono conservate nella Pinacoteca Nazionale di Siena:
- Madonna in trono col Bambino e Santi Sebastiano, Girolamo,  Nicola e Antonio, proveniente dalla chiesa di San Niccolò del Carmine a Siena
- Assunzione di Maria
- Madonna col Bambino con santa Maddalena e Sant'Antonio Abate
- Madonna col Bambino con Angelo e san Girolamo
- Madonna col Bambino con san Giovanni Battista e santa Maddalena
- Madonna col Bambino

Si rivelò soprattutto nei dipinti a carattere narrativo, quali i fronti dei cassoni, dove offrì prova di una notevole ricchezza inventiva.
La sua pittura influenzò grandi artisti come il Perugino, Luca Signorelli e il Pinturicchio.